# Al-Haraki
Al-Heraki (tiếng Ả Rập: الحراكي) là một ngôi làng ở miền trung Syria, một phần hành chính của Tỉnh Homs, nằm ở phía đông bắc của Homs. Các địa phương lân cận bao gồm Umm al-Amad ở phía tây bắc, Umm Jbab và al-Mukharram ở phía bắc, Al-Sankari ở phía đông bắc, Furqlus ở phía đông nam và al-Sayyid ở phía nam. Theo Cục Thống kê Trung ương Syria (CBS), al-Heraki có dân số 2.238 trong cuộc điều tra dân số năm 2004.